# 藤川吉美
藤川 吉美（ふじかわ よしみ、男性、1936年7月5日 - 2014年7月5日）は、日本の科学哲学者。愛媛県出身。科学哲学、ロールズの『正義論』などを専門とする。福原学園元理事。

## 来歴
- 1963年　慶應義塾大学文学部哲学科卒業、同大学院進学
- 1968年　東京工業大学助手
- 1971年　ホワイトヘッド『科学的認識の基礎』で日本翻訳文化賞受賞
- 1972-1974年　ハーバード大学客員研究員
- 1981-1982年　同上
- 1975年　慶大大学院修士課程修了
- 1988年　『公正としての正義の研究』で慶大文学博士、東工大助教授
- 1991年　九州共立大学教授
- 1993年　九州女子大学教授・学長
- 1999年　千葉商科大学教授、のち客員教授
- 2009年　退職

## 著書
- 『論理学入門』東海大学出版会、1972年。
- 『言語システム化の論理』早稲田大学出版部〈双書現代の論理〉、1975年。
- 『正義論入門』論創社、1979年。
- 『価値と正義の論理』第三文明社〈レグルス文庫〉、1981年。
- 『科学哲学概論』理想社、1986年。
- 『記号論理学』大竹出版、1986年。
- 『論理学』早稲田大学出版部、1986年。
- 『公正としての正義の研究-ロールズの正義概念に対する批判的考察』成文堂、1989年。ISBN 978-4792360436。
- 『一般抽象化理論-科学的探求の一方法』大竹出版、1989年。ISBN 978-4871860215。
- 『合理的な決定とは何か-国境をこえた「自由と平等」の均衡解』慶応通信、1990年。ISBN 978-4766404555。
- 『新しい時代の幸福論-人生哲学序説』慶応通信、1992年。ISBN 978-4766404999。
- 『自由の女神のつぶやき-アメリカの疲弊と焦燥』行路社、1992年。
- 『新しい時代の価値観-平和共存への途』慶応通信、1992年。ISBN 978-4766405149。
- 『私道と公道の物語-横浜でのある実践記録』朝日新聞社、1993年。ISBN 978-4022564764。
- 『新しい時代の社会像-博愛主義の世紀』慶応通信、1993年。ISBN 978-4766405262。
- 『規範科学の基礎-認識論的・価値論的・方法論的基礎』 第1巻、成文堂〈正義の研究〉、1994年。ISBN 978-4792360504。
- 『ロールズ哲学の全体像-公正な社会の新しい理念』 第2巻、成文堂〈正義の研究〉、1995年。ISBN 978-4792360559。
- 『社会思想史-価値基準の進化』 第3巻、成文堂〈正義の研究〉、1997年。ISBN 978-4792360634。
- 『政策原論』 第4巻、成文堂〈正義の研究〉、2003年。ISBN 978-4792360788。
- 『大学がかわる・日本がかわる-改革進む日本の大学』 第2巻、公共政策研究所〈政策シリーズ〉、2003年。ISBN 978-4990120108。
- 『判断の論理学』慶應義塾大学出版会、2003年。ISBN 978-4766410198。
- 『合意形成論』 第5巻、成文堂〈正義の研究〉、2008年。ISBN 978-4792360894。
- 『世界政府論考 その論理と倫理』 第6巻、成文堂〈正義の研究〉、2013年。ISBN 978-4792305482。

## 翻訳
- ホワイトヘッド『科学的認識の基礎-自然という概念』理想社、1970年。
- トゥールミン『科学哲学-メタ・サイエンス入門』東京図書、1971年。
- ホワイトヘッド『自然認識の諸原理』東京図書、1972年。
- パトナム 著、米盛裕二 訳『論理学の哲学』法政大学出版局〈りぶらりあ選書〉、1975年。
- パトナム『精神と世界に関する方法-パットナム哲学論集』紀伊国屋書店、1975年。
- トゥールミン『科学哲学へのいざない-常識の眼・科学の眼・哲学の眼』東京図書、1976年。
- ホワイトヘッド 著、伊藤重行 訳『思考の諸様態』 第13巻、法政大学出版局〈ホワイトヘッド著作集〉、1980年。ISBN 978-4879840127。
- K. ランベルト・G. G. ブリタン Jr. 著、吉田夏彦 訳『科学哲学入門』培風館、1981年。
- ホワイトヘッド 著、市井三郎 訳『理性の機能・象徴作用』 第8巻、松籟社〈ホワイトヘッド著作集〉、1981年。ISBN 978-4879840189。
- ホワイトヘッド『自然認識の諸原理』 第3巻、松籟社〈ホワイトヘッド著作集〉、1981年。ISBN 978-4879840257。
- ホワイトヘッド『自然という概念』 第4巻、松籟社〈ホワイトヘッド著作集〉、1982年。ISBN 978-4879840295。
- ホワイトヘッド『相対性原理』 第5巻、松籟社〈ホワイトヘッド著作集〉、1983年。
- パトナム『科学的認識の構造-意味と精神科学』晃洋書房〈哲学叢書〉、1984年。ISBN 978-4771002630。